# От 180 и выше
«От 180 и выше» — российский комедийный художественный фильм Александра Стриженова по мотивам рассказа Ирвина Шоу «Неудачная суббота» («Small Saturday»).

## Сюжет
Главный герой фильма Костик работает в фитнес-центре и постоянно переживает из-за своего небольшого роста. Его лучший друг Антон, который пользуется ошеломительным успехом у прекрасного пола, убеждает Костю, что дело вовсе не в росте. Главное — уверенность в себе.
После продолжительной беседы и бесконечного нытья Костика по поводу своих внешних данных, Антон ставит Костику условие — до полуночи он должен использовать всё своё обаяние, чтобы красивая девушка согласилась пойти с ним на свидание. Иначе, по словам Антона, «в полночь карета превратится в тыкву» и Костя навсегда останется закомплексованным мальчиком, который не может, как настоящий мужчина, завоевать сердце прекрасной дамы.
Костик давно присматривается к своим клиенткам из фитнес-клуба, которые все как на подбор хороши. Герой создает базу данных из кандидаток на роль его пары и пытается пригласить каждую из них на свидание. Девушки под разным предлогом отказывают Косте, но наш герой, помня об уговоре с другом и опасаясь за своё ущемленное самолюбие, не опускает рук и продолжает прилагать усилия.
Погоня за девушками заканчивается полной победой Кости — все красавицы приходят на свидание в назначенное Костей время. После события, о котором наш герой даже не догадывался, но при этом пошел совершать подвиг, он попадает в милицию и наконец-то встречает свой идеал, убеждаясь при этом, что не стоит столько внимания уделять росту — ведь достоинства человека не поддаются измерению в привычном смысле.

## В ролях
| Актёр                | Роль |
| -------------------- | --- |
| Евгений Стычкин      | Костик , младший администратор в спортивном клубе                                                       |
| Иван Ургант          | Антон , лучший друг Костика                                                                             |
| Екатерина Стриженова | Вера , домохозяйка и бывшая жена Алика                                                                  |
| Екатерина Гусева     | Оксана , куртизанка                                                                                     |
| Фёдор Бондарчук      | Савик Галкин , известный телеведущий                                                                    |
| Гоша Куценко         | Алик , бизнесмен, бывший муж Веры, который продолжает ее любить и устраивает скандалы на почве ревности |
| Ксения Князева       | Настя , антиглобалистка                                                                                 |
| Дарья Корепанова     | Аня , медсестра в стоматологической клинике                                                             |
| Екатерина Маликова   | Оля , модель                                                                                            |
| Екатерина Тейзе      | Нейоле, «Ёлка» , модель                                                                                 |
| Эвклид Кюрдзидис     | Зурик , горнолыжный инструктор                                                                          |
| Екатерина Хлыстова   | Катя (лейтенант милиции)                                                                                |
| Ольга Павловец       | Женька , девушка Костика                                                                                |
| Максим Лагашкин      | Ярик |

## Отзывы
Фильм получил различные отзывы, но по большей части всё же отрицательные.
Сергей Кудрявцев в книге «3500 кинорецензий» поставил фильму 5,5 баллов из 10 возможных, назвав лирико-эксцентричной комедией и отметив, что, по сравнению с предыдущим фильмом режиссёра «Упасть вверх», это явный шаг вперёд. В этом фильме, считает критик, Александр Стриженов показал, что всё-таки обладает чувством юмора и самоиронией: режиссёр, по словам Кудрявцева, «преодолел манерность, иллюзорность и фальшивость своей первой картины и добился более симпатичной и трогательно-забавной интонации в рассказе о современном молодом человеке».
Лидия Маслова из газеты «Коммерсантъ» считает, что создатели фильма умудрились обидеть как мужчин, так и женщин, приписав обоим полам не совсем благородные мотивировки; а сценарий критик назвала слишком надуманным и удалённым от действительности. Авторы, по мнению Масловой, пытались рассказать, прежде всего, о нелёгкой женской доле и лишь постольку-поскольку — о проблемах низкорослых мужчин. «Компактный организм исполнителя главной роли Евгения Стычкина вырабатывает больше обаяния, нежели сумели произвести остроумных сюжетных поворотов и эффектных режиссёрских находок чуть более крупный сценарист Юрий Коротков и довольно массивный режиссёр Александр Стриженов» — подводит итог Лидия Маслова.
Алекс Экслер положительное увидел лишь в хорошей игре отдельных актёров, а именно — Евгения Стычкина и Гоши Куценко. Недостатков же набралось намного больше: устаревший перестроечный стиль съёмок; идиотский сценарий с тяжеловесными диалогами, провисанием сюжета, неудачными, вымученными и гротескными ситуациями, дурацкими персонажами и отсутствием хоть сколько-нибудь смешных сцен; а также искусственная и истеричная игра женской половины актёрского состава. «Плохо поставленное кино с совершенно ужасным сценарием. Лет десять назад ещё бы, вероятно, прокатило. Но как можно сейчас снимать такой кошмар — я вообще не понимаю. Большой палец вниз, однозначно. Давить таких режиссёров и сценаристов, вот что я вам скажу!» — резюмирует Экслер.
Роман Волобуев из журнала «Афиша» утверждает, что создатели фильма своей неумелостью и вертлявой трусостью совершенно испортили довольно забавный рассказ Ирвина Шоу. Рецензент уверен, что как только возникает опасность соприкосновения некрасивого надуманного мира, показанного в фильме, с настоящей жизнью, авторы сразу же выдумывают какие-то несуразности.

## Награды и номинации
| Награды и номинации     | Награды и номинации      | Награды и номинации              | Награды и номинации | Награды и номинации |
| Награда                 | Категория                | Номинант                         | Результат           |                     |
| ----------------------- | ------------------------ | -------------------------------- | ------------------- | ------------------- |
| MTV Russia Movie Awards | «Лучший фильм»           |                                  | Номинация           |                     |
| MTV Russia Movie Awards | «Лучшая комедийная роль» | Евгений Стычкин                  | Номинация           |                     |
| MTV Russia Movie Awards | «Лучший кинозлодей»      | Гоша Куценко                     | Номинация           |                     |
| MTV Russia Movie Awards | «Лучший поцелуй»         | Ксения Князева и Евгений Стычкин | Номинация           |                     |